# KÖKI Bevásárlóközpont
A KÖKI Bevásárlóközpont és irodaközpont Budapesten, az M3-as metróvonal kőbánya-kispesti végállomásánál. Neve a forgalmas Kőbánya-Kispest csomópont nevének közkeletű rövidüléséből ered.

## Történet

### Az építés előkészítése
A terület 2004-ig különböző állami szervezetek tulajdonában állt, az üzletközpont által elfoglalt terület keleti végénél az 1980-ban átadott és rossz műszaki állapotú, forgalmas buszállomás, nyugati részén pedig a Kúttói erdő egyik maradványa állt. 2004-ben offshore hátterű vállalkozások aktivizálódtak és szerezték meg a terület fölötti tulajdonjogot. Előbb 2004 augusztusában a nyugati részen lévő kiserdőt adták el az OBI barkácsáruháznak 1,25 milliárd forintért, majd Virgin-szigeteken és Szingapúrban bejegyzett cégek útján az R-CO Ingatlanforgalmazó Zrt-nek. 2005-ben a főváros elé terjesztették a terület beépítésének tervét, amely a fővárosi közgyűlés elutasított, majd jóváhagyott. A beruházást addig vezénylő Raiffeisen-csoporthoz tartozó ingatlancég ekkor kiszállt az üzletből és az R-CO nevű vállalkozásnak adta át a stafétát. A vállalkozás elindításának költségeit 40 milliárd forintra becsülték, a Raiffeisen-csoport üzletből történt kiválása után pedig szinte lehetetlennek tűnt, hogy a szükséges összeget előteremtsék. A R-CO végül sikerrel szerzett befektetőket. Előbb egy ismeretlen tulajdonosi hátterű Svájcban bejegyzett vállalat, a Erian AG fektetett be 13 milliárd forintot. 2009 végén a magyar állam a Magyar Fejlesztési Bank révén 26,4 milliárd forintnyi hitelt adott az építkezéshez, így a 2008-as pénzügyi válság által fenyegetett vállalkozás végül kétharmad részben állami tőkéből tudott tovább építkezni.

### Az építés
A bevásárlóközpont generálkivitelezésére kiírt pályázatot a Strabag Zrt. nyerte meg. Az építést 2008-ban kezdték meg, de a bíróság helyi lakosok benyújtott keresete miatt felfüggesztette az építkezést, amit 2008. november végén feloldottak, és az építkezés folytatódhatott. 2010 áprilisára a pinceszint teljesen, a földszint 90%-ban, az emeletek 35%-ban elkészültek. Az építkezésen naponta kb. 1000 ember dolgozott, mely a szakipari munkák esetén elérheti a napi 6-7000 főt is. 2010 elején a bevásárlóközpont bérbe adott területeinek aránya mindössze 50%-ot ért el. Az építés végére az eredetileg 40 milliárd forintra kalkulált építési költségek alaposan megnövekedtek, a végső számla 44,5 milliárd forintra rúgott.
Közvetlenül a bevásárlóközpont mellett van a 3-as metró déli végállomása. Ezt egy a meglévő mellett egy második felüljáróval kötötték össze az üzletközponttal, a metró átépített peronjával párhuzamosan pedig fedett autóbusz-végállomást alakítottak ki.
A kivitelező R-CO Zrt. 2011. augusztus 5-re vállalta, hogy forgalomtechnikai buszpróbára nyújt lehetőséget a területen, azonban a cég nem készült el a munkálatokkal a vállalt határidőre, augusztus 24-re sem. A BKV közleménye szerint hiányos az út- és járdaburkolat, a peronokon állványok és építési anyagok vannak, ezért a végállomás utasforgalom lebonyolítására alkalmatlan. Emiatt a 3-as metró területén fenntartották a vágányzárat, azaz a metró csak a Határ úti állomásig közlekedett. A metró végállomását szeptember 3-án adták át az utasforgalomnak. A buszvégállomás üzembe helyezésének további feltétele volt hogy a végállomásra vezető mindhárom út elkészüljön, de 2011. augusztus végére csak az egyik volt használható, a másik kettő kivitelezését ekkor még el sem kezdték. Mivel a munkálatokkal a kivitelező cég nem végzett az előírt határidőre, ezért kötbért fizet a BKV-nak. A buszvégállomást 2011. október 4-én adták át.

### Üzleti nehézségek, csőd, új tulajdonos keresése
A nyitásra 80%-os bérlői telítettséget sikerült elérni, azonban a működésre egyre jobban rányomta bélyegét a vállalkozás elrontott üzleti terve és a kereskedelmi szempontból rossz kialakítású épület. (Felrótták a központ tervezőjének például azt, hogy a legértékesebbnek számító földszinti területeken buszok állnak, az üzletek a kisebb értékű emeleti helységeket foglalják csak el. Kritika érte az épület belső tagolását, a túl sok oszlopot, a nyitáskor sem elég korszerűnek tűnő bevásárlóteret.) A 2008-as pénzügyi válság elhúzódása miatt a vásárlók várt rohama is elmaradt, így az építtető társaság nem tudta nyereségesen üzemeltetni a bevásárlóközpontot. 2012-ben az R-CO 3,3 milliárd forintos bevételre tett szert, ám ezt a teljes összeget a hitelezők kifizetésére kellett fordítania. Ebben az évben 8,6 milliárd forintos működési veszteség érte a céget, tartozásai pedig 42 milliárd forint fölött jártak, miközben az egész létesítmény értékét maguk is csak 37 milliárd forintra tették. Még ugyanebben az évben az R-Co ellen egy kifizetetlen beszállító feljelentése után felszámolási eljárás indult. Az épület működését a felszámolási eljárás nem zavarta, mivel addigra az R-CO egy offshore tulajdonú társaságba szervezte a bevásárlóközpont működtetését. A felszámoló 2013 novemberében hirdette meg először eladásra az épületet, ám a 35 milliárd forintért meghirdetett létesítményre egyetlen érvényes vételi ajánlat sem érkezett. 2015-ben a felszámoló újabb kísérletet tett a központ értékesítésére, ekkor már 27 milliárd forintért (az állami hitelnek megfelelő értékért) kísérelték meg eladni az addigra többszörösen jelzáloggal terhelt épületet, sikertelenül.

## Tulajdonosváltás, fejlesztések
2019-ben, alig néhány évvel azután, hogy a beruházó, a kétharmad részben állami hitelből gazdálkodó R-CO Ingatlanforgalmazó Zrt. felszámolás alá került, az épület tulajdonjoga az ingatlanalap-kezeléssel foglalkozó Adventum Csoporté lett. Az új tulajdonos teljesen átalakította a létesítményt. Az újrapozicionálás részeként sor került a bérlői mix optimalizálására és a teljes szolgáltatáscsomag átalakítására is. A legfontosabb bérlők között megtalálható a Bershka, a Reserved, a Stradivarius, a CROPP, a Pull&Bear, a H&M, a Sinsay, a Flying Tiger, a MINISO, a SportsDirect és a Fitness5. A bevásárlóközpont 2024-ben akadálymentes helyszínként megkapta az „access4you" európai tanúsító védjegyet, kerékpártárolója, a Bringa Pont pedig elnyerte a Vevőbarát projekt díjat az Év Boltja versenyen.
A forgalmas Kőbánya-Kispest csomópontról elnevezett háromszintes bevásárló- és szórakoztató központban több mint 200 üzlet, egy barkácsáruház, egy 5000 négyzetméteres hipermarket, éttermek, kávézók, ügyfélszolgálatok és irodahelyiségek kaptak helyet. A több mint 73 300 négyzetméternyi területen közel 63 100 négyzetméternyi bérbe adott kiskereskedelmi üzlet található. A bérlők között a nemzetközi márkák éppúgy megtalálhatóak, mint a népszerű hazai kiskereskedők és szolgáltatók. Az ügyfélszolgálati irodákban és bankfiókokban a hivatalos ügyek intézésére is lehetőség van. Az épület felső szintjén 6400 négyzetméternyi ’A’ kategóriás bérelhető irodaterület áll rendelkezésre.
2022. június 3-án, a kerékpározás világnapján nyitotta meg kapuit a kamerával felszerelt őrzött, applikáción keresztül nyitható KÖKI BringaPont, amelyben smart lock e-bike-töltő terminálok, kézmosók, szerelőállványok, öltözőszekrények és snackautomata található. 2023-ban környezettudatos szemléletben megújult a FoodPort, melynek tervezése során törekedtek a környezeti hatások minimalizálására és a jó irányítási gyakorlatok betartására. Ugyanebben az évben a bevásárlóközpontba költözött a FlashKart elektromosgokart-pálya, amely összesen 340 méter hosszú és 6,5-7 méter széles gyerek és felnőtt pályával és akár 80 fő befogadására alkalmas 200 m²-es vendégtérrel áll a látogatók rendelkezésére. A KÖKI Tetőkertjében pedig helyet kapott a DinoPark, ahol a statikus és robotizált dinoszauruszmodellek mellett 3D-s mozi, kiállítás, játszótér és tanösvény várja tavasztól őszig a családokat és iskolai csoportokat.

## Megközelítés közösségi közlekedéssel
- Metró:
- Busz:  68, 85, 85E, 93, 93A, 98, 98E, 132E, 136, 148, 151, 182, 182A, 184, 193E, 200E, 202E, 268, 282E, 284E
- Elővárosi busz:  575, 576, 577, 578, 580, 581
- Vonat:   S21   S36   G43   S50   G50   Z50  IC, sebesvonat, gyorsvonat, expresszvonat

## Képgaléria

### Építése

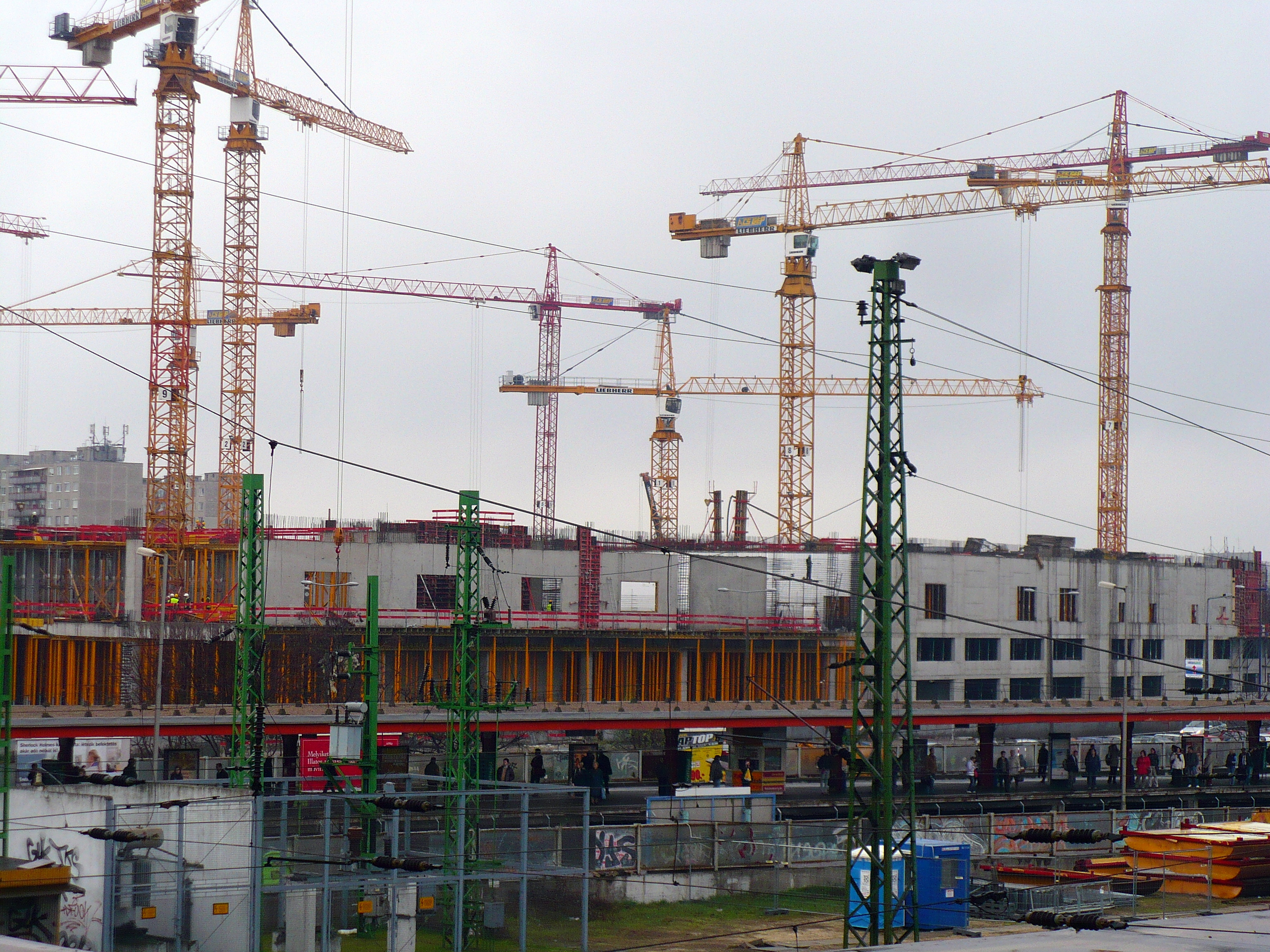
Építkezés 2010 márciusában
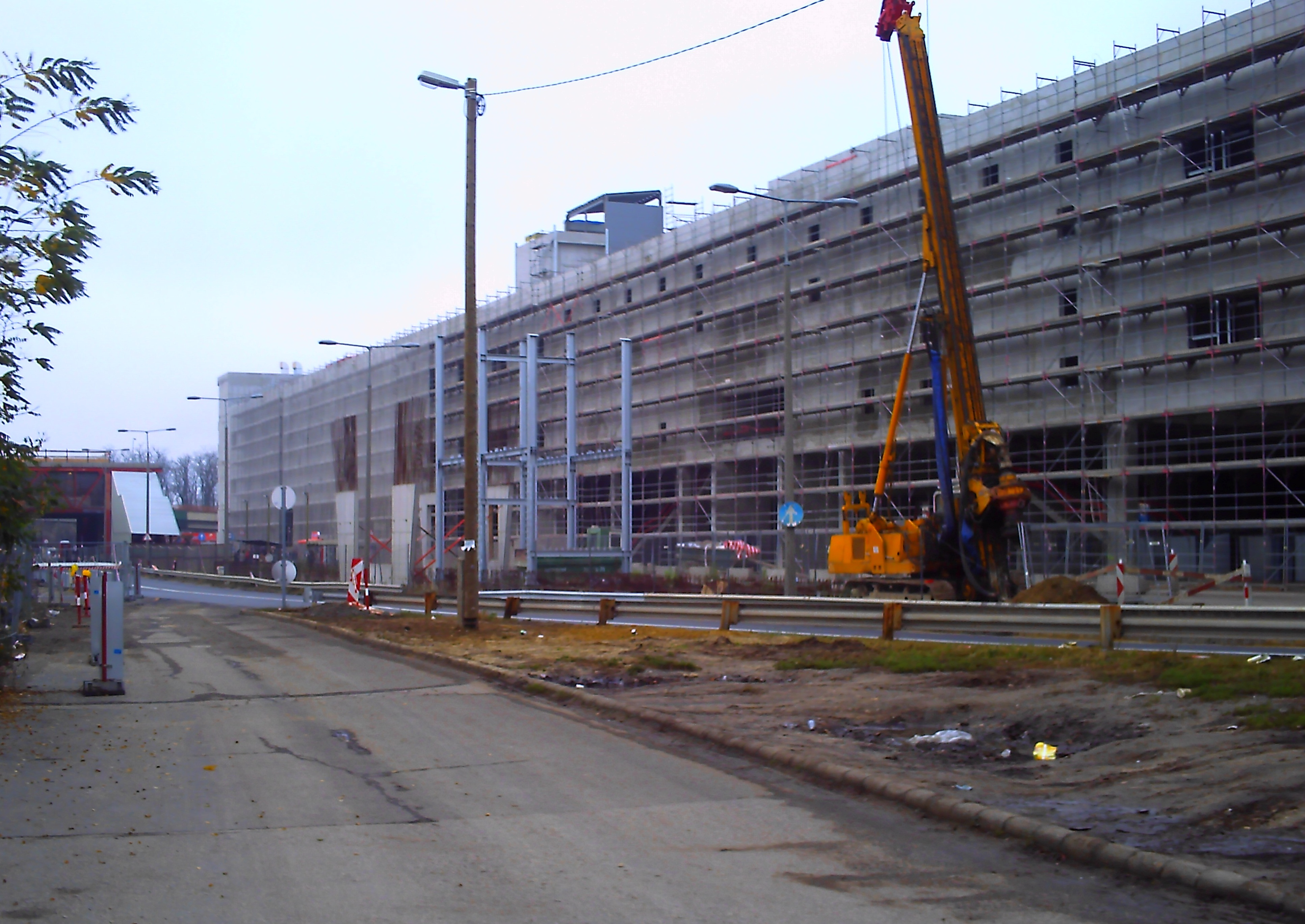
Építkezés 2010 novemberében
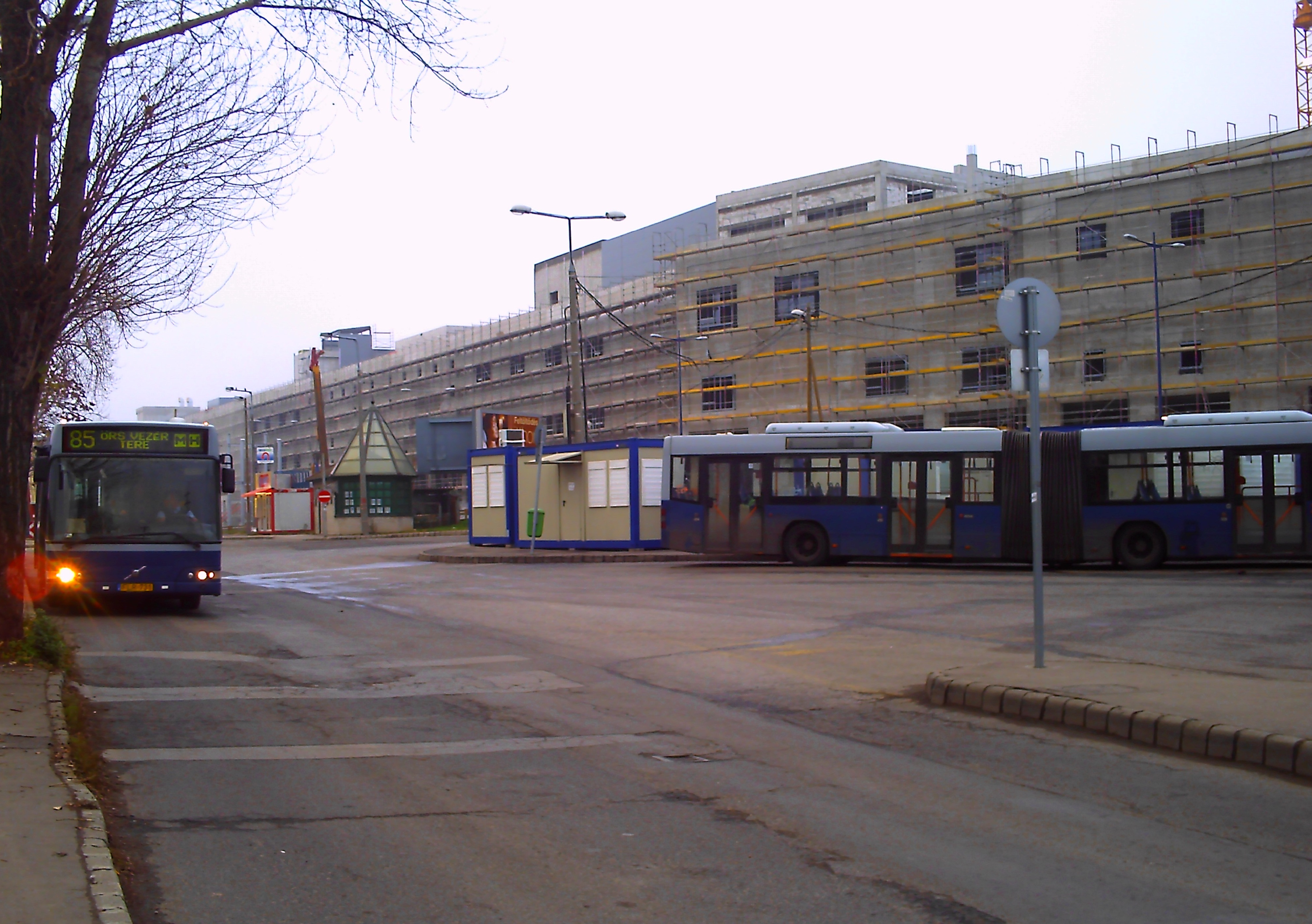
Építkezés 2010 novemberében

### Légi fotók

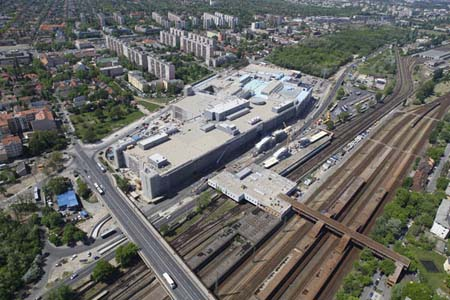
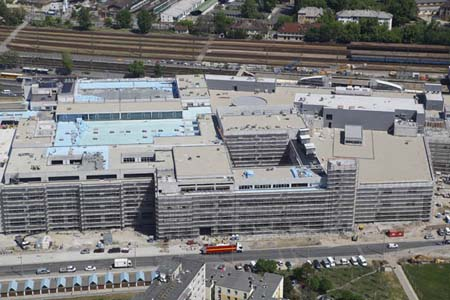
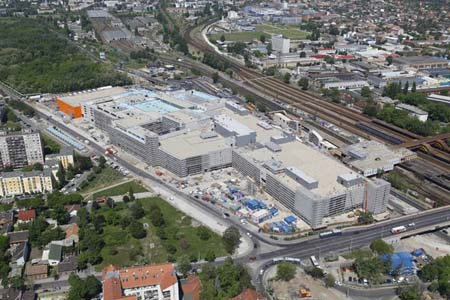
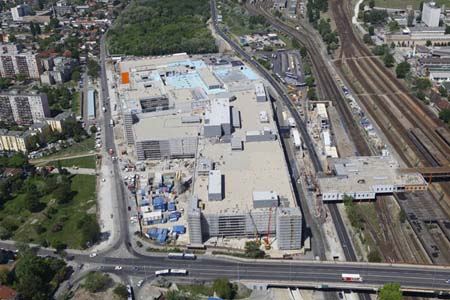
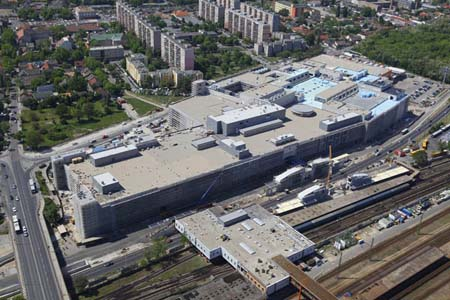